# Yoandys Lescay
Yoandys Alberto Lescay Prado  (Las Tunas, 5 januari 1994) is een Cubaans sprinter die is gespecialiseerd in de 400 meter. Hij nam eenmaal deel aan de Olympische Zomerspelen.

## Biografie
In 2014 behaalde Lescay de zilveren medaille tijdens de 400 meter op de Centraal-Amerikaanse en Caraïbische Spelen (achter zijn landgenoot Raidel Acea). In 2016 was hij de snelste op de 400 meter op de Ibero-Amerikaanse kampioenschappen. In 2016 nam hij ook deel aan de Olympische Spelen in Rio de Janeiro. Hij kwam uit op de 400 m en de 4 x 400 m estafette. Lescay eindigde bij de 400 m op de zesde plaats in de derde halve finale waarmee hij zich niet kon kwalificeren voor de finale. Samen met William Collazo, Adrian Chacón en Osmaidel Pellicier eindigde Lescay zesde in de finale van de 4 x 400 meter.

## Persoonlijke records
Outdoor
| Onderdeel | Prestatie | Datum            | Plaats         |
| --------- | --------- | ---------------- | -------------- |
| 200 m     | 20,87     | 30 juni 2012     | San Salvador   |
| 400 m     | 45,00     | 13 augustus 2016 | Rio de Janeiro |

## Palmares

### 400 m
- 2013: DSQ in reeksen WK
- 2014:  Centraal-Amerikaanse en Caraïbische Spelen - 45,56 s
- 2016:  Ibero-Amerikaanse kampioenschappen - 45,36 s
- 2016: 6e in ½ fin. OS - 45,00 s

### 4 x 400 m
- 2013: 4e Centraal-Amerikaanse en Caraïbische Kampioenschappen - 3.03,17
- 2014: 5e IAAF World Relays - 3.00,61
- 2014:  Centraal-Amerikaanse en Caraïbische Spelen - 3.00,70
- 2015: 10e IAAF World Relays - 3.03,73
- 2015: 7e WK - 3.03,05
- 2016: 6e OS - 2.59,53
- 2017: 5e IAAF World Relays - 3.03,60
- 2017: 6e WK - 3.01,10